# Henri Van Dievoet
Henri Joseph Léon Van Dievoet (Brussel, 19 januari 1869 - Brussel, 24 april 1931) was een Belgische architect die veel in zijn geboortestad gebouwd heeft.

## Biografie

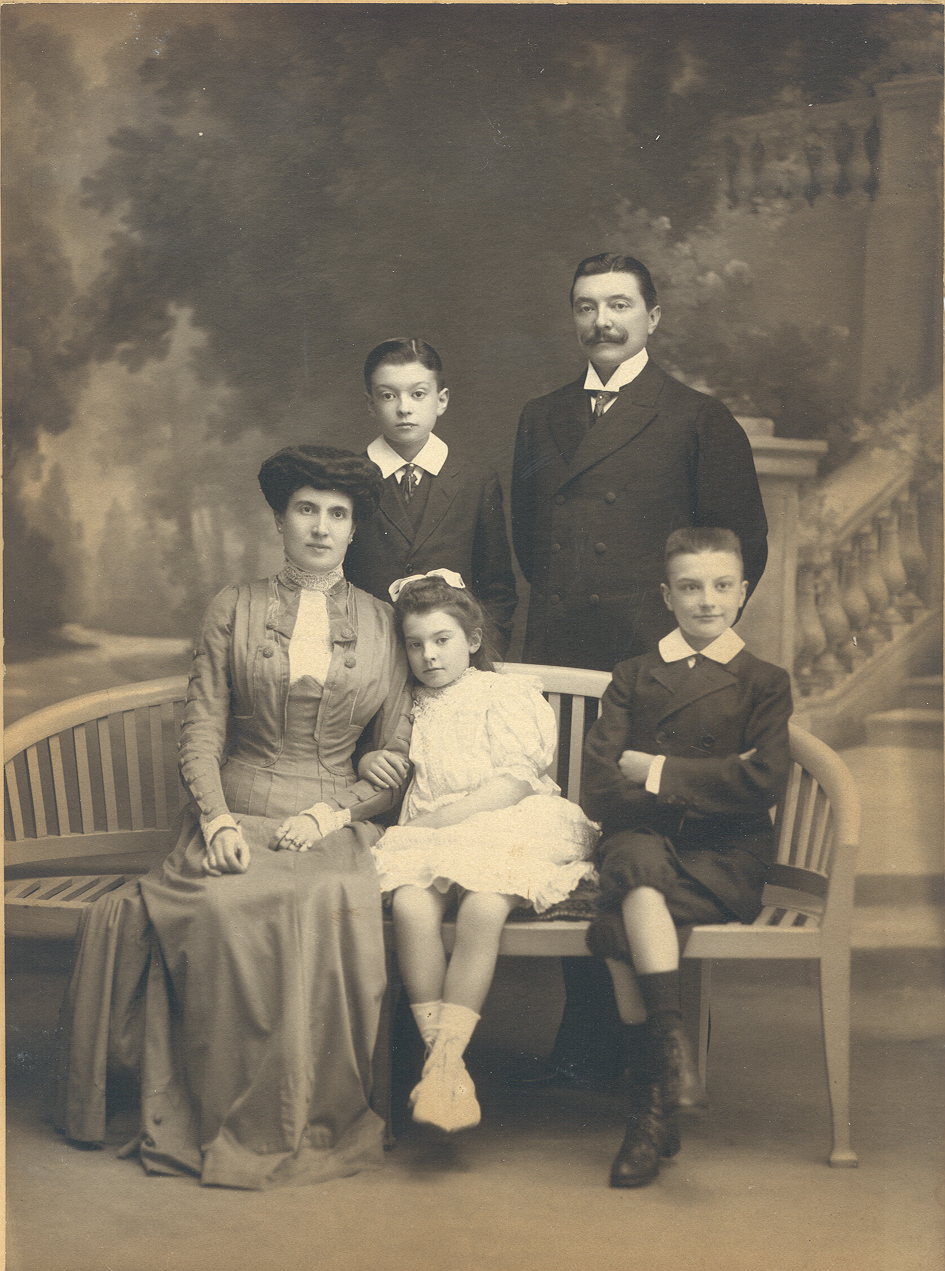
Het gezin Van Dievoet

### Afkomst en nazaten
Van Dievoet stamt uit een oude Brusselse kunstenaarsfamilie. Zijn voorvaderen hebben nog aan de Grote Markt van Brussel gewerkt. Hij is de broer van de art-nouveau-kunstschilder en decorateur Gabriel Van Dievoet. Architect Joseph Poelaert was zijn oudoom.
In 1894 trouwde hij met Eugénie Ernestine Clémence Hortense Masson (1872-1944), dochter van kapitein-commandant Stanislas Jean Ernest Masson en van Marie Eugénie Louise Clémence Mounoury. Het echtpaar had drie kinderen:
- Paul Ernest Van Dievoet (1896-1947), architect van de gemeente Schaarbeek. Vrijgezel gebleven.
- Germaine Van Dievoet (1899-1990), in 1937 getrouwd met Wilhelm (Willy) Dessecker (1901-1996). Kinderloos gebleven. In 1920 nam ze als zwemster deel aan de Olympische Spelen in Antwerpen.
- Marcel Van Dievoet, dichter, die in Geel overleed.

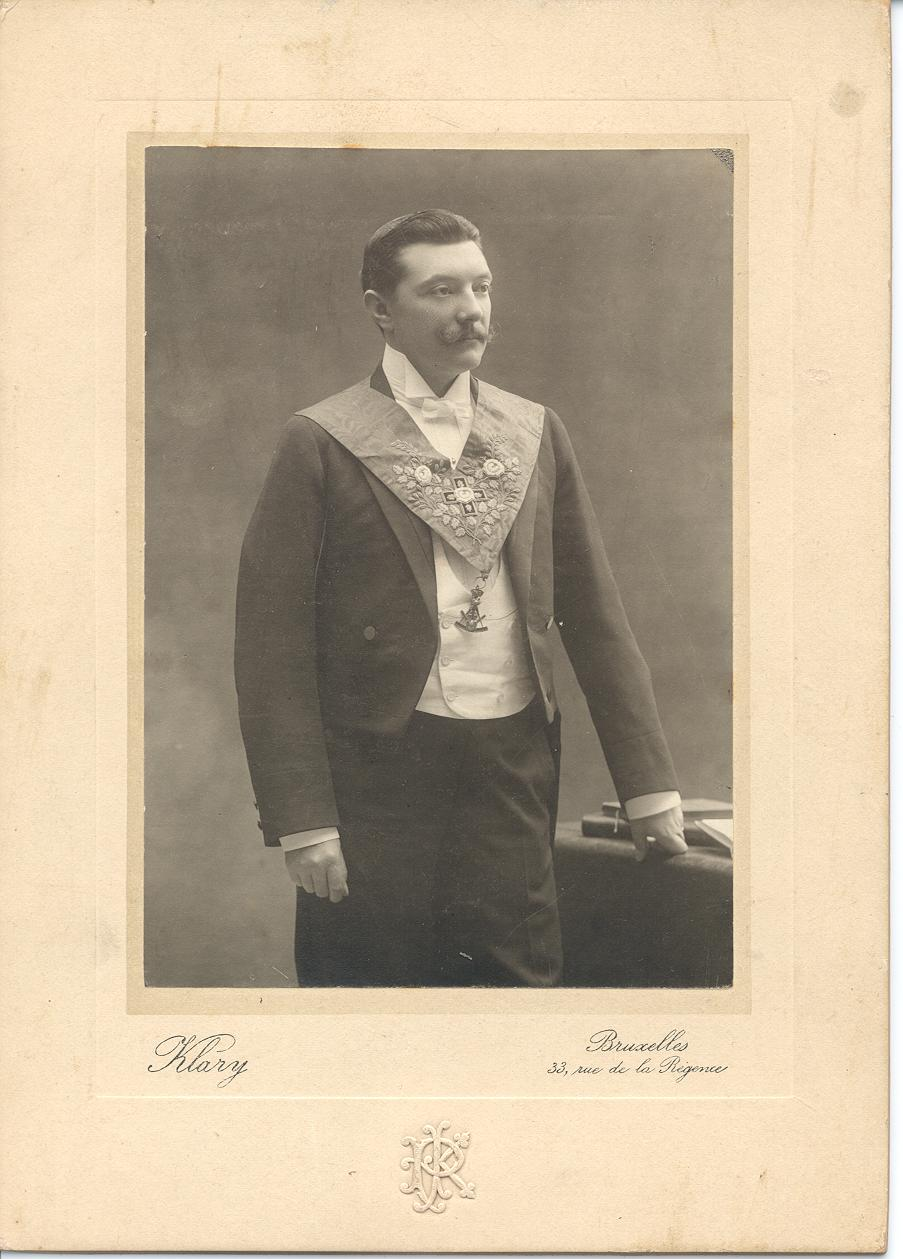
Van Dievoet met zijn maçonnieke 'regalia'

### Loopbaan
Van Dievoet is in de leer geweest bij de architect Ernest Acker, die ook getuige was bij zijn huwelijk. Zijn eerste werk voltooide hij in 1889: de woning en atelier voor de effectenmakelaar Félix Rodberg in de Washingtonstraat 28 en 30 in Elsene. Rodberg verhuurde dit atelier aan verschillende kunstenaars. In 1890 vervolgde hij met het ontwerp van de protestantse kerk van Haine-Saint-Paul (afgebroken 1913, in verband met schade die kort na de ingebruikname werd ontdekt). 
In 1890 nam hij deel aan het Salon d'Architecture de l'Exposition des Beaux-Arts de Bruxelles met onder andere Victor Horta en Maurice Van Ysendyck. In 1894 behaalde hij de Grote Prijs voor Architectuur van de stad Brussel met zijn plan voor een Parlementsgebouw voor een constitutioneel land. 
In 1898 werd hij geïnitieerd in de vrijmetselaarsloge Les Vrais Amis de l'Union et du Progrès Réunis, in het Oosten Brussel. Hij had als peters de burgemeester van Elsene Fernand Cocq en de sterrenkundige Paul Stroobant.
In 1895 ontwierp hij vier woonhuizen aan de Generaal Pattonstraat (ondertussen ernstig aangetast door verbouwingen). Tussen 1901 en 1904 stond hij in voor extra vleugels van de hoofdzetel van de Algemene Spaar- en Lijfrentekas. In 1908 werkte hij samen met Henri Maquet aan de Koninklijke Militaire School in de Renaissancelaan. In 1909 verrees zijn Hotel Astoria in de Koningsstraat.
Vanaf 1910 was hij hoogleraar aan de Koninklijke Academie voor Schone Kunsten van Brussel. Van 1924 tot 1931 gaf hij les in architectuur en perspectieftekenen aan de Academie voor Schone Kunsten in Sint-Gillis.

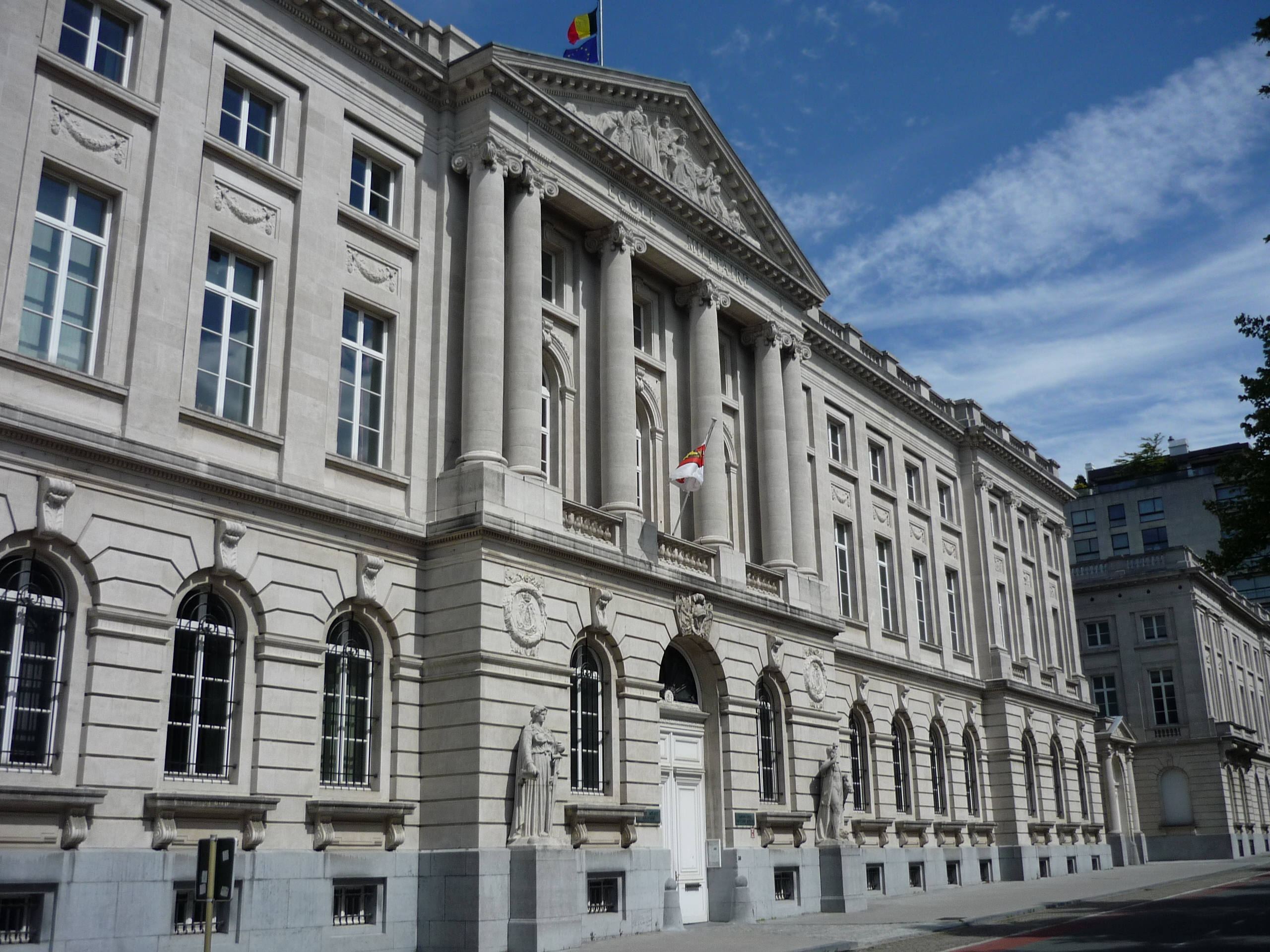
Koninklijke Militaire School, in 1908 gebouwd in samenwerken met Henri Maquet.
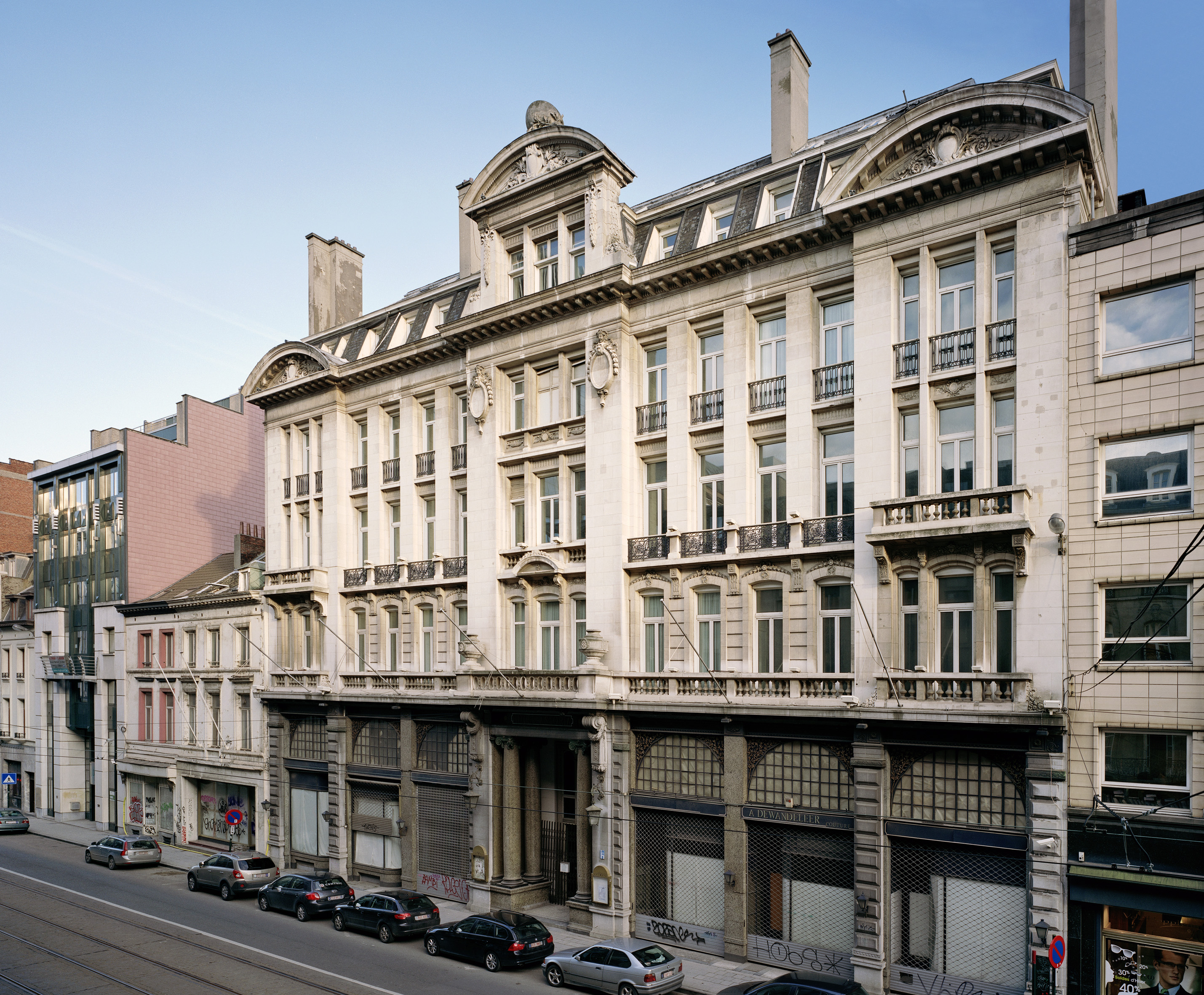
Hotel Astoria te Brussel (1909).
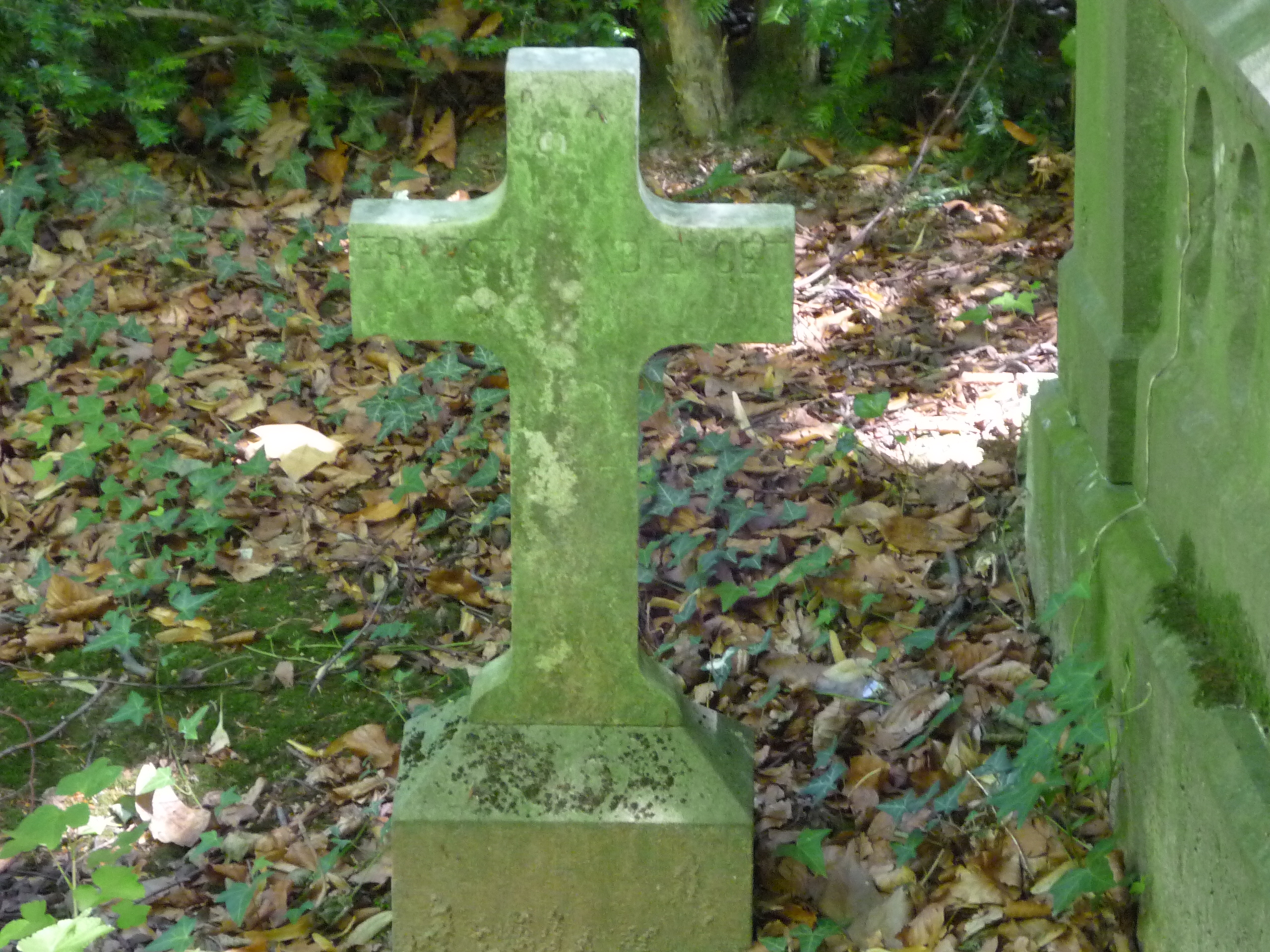
Het eenvoudige grafmonument voor Henri Van Dievoet.